# Agrilus acutipennis
Agrilus acutipennis är en skalbaggsart som beskrevs av Mannerheim 1837. Agrilus acutipennis ingår i släktet Agrilus och familjen praktbaggar. Inga underarter finns listade i Catalogue of Life.